# Mein erster Mord
 Mein erster Mord ist eine Thrillerkomödie aus dem Jahr 2006. Regie führte Nick Guthe.

## Handlung
Mini ist in ihrem letzten Jahr auf der Highschool. Ihre Mutter Diane ist eine alkoholabhängige Schauspielerin, die Mini aus dem einfachen Grunde nicht abgetrieben hat, um Unterhalt von deren Vater zu erhalten, der allerdings kurz nach Minis Geburt verstorben ist. Mit ihrem Stiefvater, dem wohlhabenden Geschäftsmann Martin, hat Mini eher wenig zu tun.
Minis Lebensinhalt ist es, „erste Male“ zu sammeln. Sie strebt danach, neue Erfahrungen zu machen und alles wenigstens einmal auszuprobieren. Als sie sich als Callgirl versucht und zum ersten Mal mit einem Freier schlafen will, steht ihr unerwartet ihr Stiefvater Martin gegenüber. Nach dem ersten Schock beginnen die beiden eine leidenschaftliche Affäre, von der Diane natürlich nichts erfahren darf. Schließlich einigen sich Mini und Martin darauf, dass sie Diane loswerden müssen.
Sie beschließen, Diane systematisch in den Wahnsinn zu treiben, um sie in eine psychiatrische Anstalt abschieben zu können. Zu diesem Zweck stiehlt Mini verschreibungspflichtige Medikamente aus der Krankenstation der Schule und mischt sie Diane in deren Drinks. Dann beginnt Mini damit, in Dianes Namen Termine abzusagen oder skurrile Dinge zu bestellen, so dass Diane in peinliche Situationen gerät, die sie sich selbst nicht erklären kann. Schließlich heuert Mini zwei Jungs an, die Diane mit Drohanrufen traktieren und ihr das Gefühl geben, unter schrecklichen Wahnvorstellungen zu leiden. Daraufhin versucht Diane, sich mit einer Überdosis Tabletten das Leben zu nehmen.
Als Mini und Martin sie finden, ist sie zwar nicht mehr bei Bewusstsein und in einem schlechten Zustand, jedoch noch nicht tot. Sie beschließen, Diane in ihr in der Garage befindliches Auto zu hieven und es so aussehen zu lassen, als ob sie zunächst Tabletten geschluckt und sich dann mit Autoabgasen umgebracht hätte.
Tatsächlich glauben alle Freunde und Bekannte an die Selbstmordtheorie, nur der ermittelnde Detective Garson hat Zweifel und beginnt, Mini und Martin auf den Zahn zu fühlen. Das Paar muss vor aller Welt als Vater und Tochter auftreten, was ihrer Beziehung ernsthaft schadet. Um endlich wie ein richtiges Paar agieren zu können, fahren sie in den Urlaub, doch dort treffen sie auf ihren Nachbarn, den Fernsehproduzenten Mike, der von der Beziehung der beiden Verdacht zu schöpfen scheint.
Als Martin kurz darauf Fotos zugeschickt bekommt, die ihn und Mini in kompromittierenden Situationen zeigen, verdächtigt er Mike als den Absender und wird zunehmend paranoid. Durch seine ständige Abwesenheit verliert er nicht nur wichtige Kunden, sondern wird schließlich von seinen Partner aus der von ihm vor 15 Jahren gegründeten Firma geworfen. Mini dagegen freundet sich mit Mike an und tritt sogar in einer seiner Fernsehshows auf, in der sie dem Konzept entsprechend ein Liebespaar durch einen One-Night-Stand auseinanderbringt.
Schließlich dreht Martin völlig durch und schlägt Mike in dessen Haus mit einem seiner Golfschläger brutal zusammen, woraufhin dieser ins Koma fällt und Martin noch am Tatort von den von Mini herbeigerufenen Polizisten festgenommen wird. Martin wird des Mordes an Diane angeklagt und verurteilt. Mini steht dagegen als Opfer da. Sie besucht Martin im Gefängnis und teilt ihm mit, dass sie es war, die die belastenden Fotos geschickt hat, um ihn dazu zu bringen, die Kontrolle zu verlieren, sich verdächtig zu machen und Mini ungeschoren davonkommen zu lassen.

## Hintergrund
Der Film wurde im kalifornischen Calabasas gedreht. Den Dreharbeiten, die vom 11. Oktober 2004 bis zum 19. November 2004 erfolgten, stand ein Budget in geschätzter Höhe von rund 6 Millionen US-Dollar zur Verfügung. Beim Tribeca Film Festival feierte der Film am 1. Mai 2006 seine Filmpremiere. In den US-amerikanischen Kinos lief er am 14. Juli 2006 an. Am Eröffnungswochenende konnten in den USA rund 21.800 US-Dollar eingespielt werden. Die Gesamteinnahmen in den USA beliefen sich auf knapp 50.000 US-Dollar. Der Film wurde in Deutschland am 6. September 2006 direkt auf DVD veröffentlicht. Am 4. August 2008 war er in Deutschland erstmals im Free TV zu sehen.

## Kritik
Die Redaktion von Movieman.de urteilt: „Es gibt für alles ein erstes Mal! Eine einfachere und bessere Beschreibung ist eigentlich nicht möglich. Ein hübsches Collegemädchen lebt ihr Leben nach ihren eigenen Regeln. Kaltblütig, hinterhältig und doch charmant! Schwarzer Humor auf höchstem Niveau. Viele Dinge, die man nicht erwartet und die doch geschehen. In einem Wort beschrieben: »Krass« und das ohne Übertreibung. Man will gar nicht hinsehen, weil man sich nicht vorstellen kann, dass ein Mädchen so etwas macht und doch kann man nicht wegsehen. Sehr gelungen, obwohl das, meiner Meinung nach, eher ein Frauenfilm ist, da die männliche Bevölkerung wahrscheinlich zu abgelenkt von den Frauen ist, um genau zuhören zu können. Aber liebe Frauen, nehmt euch bitte kein Beispiel an dieser Frau, das kann ganz schnell in die Hose gehen!“
Die Redaktion der VideoWoche sah „gepflegte Hollywood-Unterhaltung“: „Ein Teenie-Luder (TV-Serienstarlet Nikki Reed) mordet die Mami und manipuliert gestandene Herren in Knast und Ruin in einer kaum sonderlich überraschenden oder originellen und für solche Verhältnisse dann doch ziemlich lustigen und kurzweiligen schwarzen Kriminalkomödie mit »Lolita«-Touch. Für des Girlies Opfer stand zugkräftiges Herrenpersonal Schlange, unter anderem lassen sich Alec Baldwin, Jeff Goldblum und Luke Wilson den Kopf verdrehen.“
Das Lexikon des internationalen Films meinte: „Tiefschwarze Komödie mit wenig überraschender Handlung, aber geradlinig und mit Witz erzählt, gut gespielt.“